# John Pelling
John Albert Pelling (Londres, 27 de mayo de 1936) es un deportista británico que compitió en esgrima, especialista en la modalidad de espada.
Participó en dos Juegos Olímpicos de Verano en los años 1960 y 1964, obteniendo una medalla de plata en Roma 1960 en la prueba por equipos. Ganó dos medallas en el Campeonato Mundial de Esgrima en los años 1957 y 1965.

## Palmarés internacional
| Juegos Olímpicos   | Juegos Olímpicos | Juegos Olímpicos  | Juegos Olímpicos   |
| Año                | Lugar            | Medalla           | Prueba             |
| ------------------ | ---------------- | ----------------- | ------------------ |
| 1960               | Roma (Italia)    | Medalla de plata  | Espada por equipos |
| Campeonato Mundial |                  |                   |                    |
| Año                | Lugar            | Medalla           | Prueba             |
| 1957               | París (Francia)  | Medalla de bronce | Espada por equipos |
| 1965               | París (Francia)  | Medalla de plata  | Espada por equipos |